# دانيال سابا
دانيال سابا (بالإسبانية: Daniel Sappa)‏ (1 يناير 1995 بلابلاتا في الأرجنتين - ) هو لاعب كرة قدم أرجنتيني في مركز حراسة المرمى.

## روابط خارجية
- دانيال سابا على موقع قاعدة بيانات كرة القدم.إي يو (الإنجليزية)
- دانيال سابا على موقع Soccerway.com (الإنجليزية)